# Nintendo Switch Pro Controller

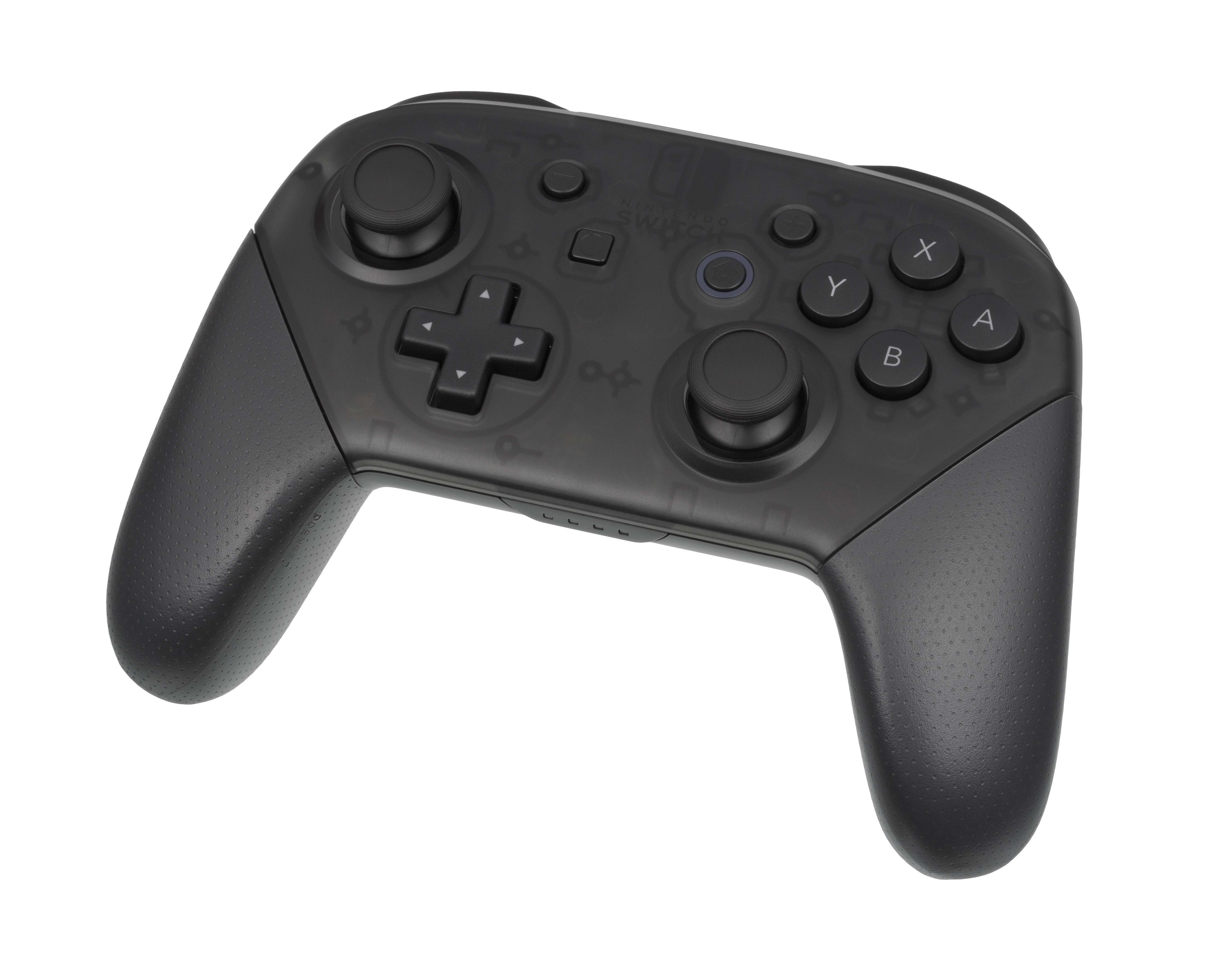
Nintendo Switch Pro Controller in der Standardvariante

Der Nintendo Switch Pro Controller (meist Switch Pro Controller genannt) ist ein Eingabegerät für die Nintendo Switch. Er wurde vom japanischen Spielkonsolenhersteller Nintendo entwickelt und veröffentlicht und soll ein alternativer Controller zu den Joy-Con sein. Er ist der Nachfolger des Wii U GamePad bzw. des Wii U Pro Controller.

## Übersicht
Der Nintendo Switch Pro Controller ist der Nachfolger des Wii U Pro Controller und soll laut Nintendo „[...] auch bei längerem Spielen im TV-[...] und Tisch-Modus [angenehm]“ sein. Er verfügt im Vergleich zum Wii U Pro Controller über angeraute Griffe, die Oberfläche besteht nun aus transparentem Kunststoff statt Klavierlack und die Vibrationsfunktion wurde stark verbessert. Diese Dinge wurden beim Wii U Pro Controller oft bemängelt, da bei diesem das Gehäuse durch den Klavierlack oft verkratzte, schnell Fingerabdrücke bekam und die Vibrationsfunktion des Controllers sehr schwach war. Die zwei Analog-Sticks sind wie bei den Joy-Con versetzt. Das Button-Layout des Controllers ähnelt somit sehr dem des Xbox-One-Controllers. Die Druckpunkte der Knöpfe sind weich. Im Lieferumfang des Nintendo Switch Pro Controller befindet sich der Controller, eine Gebrauchsanleitung und ein USB-Typ-C-Kabel, womit man ihn aufladen oder diesen per Kabelverbindung mit der Konsole benutzen kann. Bis zu acht Exemplare können mit einer Nintendo-Switch-Konsole verbunden werden.

## Kritik
Das Steuerkreuz des Nintendo Switch Pro Controller wird oft kritisiert, weil es, besonders bei Geschicklichkeitsspielen – z. B. Tetris 99 – oft unpräzise reagiert. Es wurde außerdem kritisiert, dass der Controller keine analogen Trigger, sondern lediglich Tasten als Schulterbuttons verwendet sowie dass er über keinen Kopfhöreranschluss verfügt.

## Veröffentlichung
Der Nintendo Switch Pro Controller wurde am 20. Oktober 2016 mit der Nintendo Switch offiziell vorgestellt und war ab dem 25. Januar 2017 auf Amazon erhältlich. Offiziell wurde er am 3. März 2017 mit Veröffentlichung der Nintendo Switch zu einer unverbindlichen Preisempfehlung von 79,99 Euro auf den Markt gebracht.

## Technische Daten
- Größe (Breite ⋅ Länge ⋅ Höhe): 106 ⋅ 152 ⋅ 60 mm
- Gewicht: ca. 246 g
- Tasten: linker Analogstick, rechter Analogstick, A-, B-, Y-, X-, L-, R-, ZL-, ZR-, Plus-, Minus-, Home-, Aufnahme- und Sync-Knopf und analoges Steuerkreuz
- Verbindungsfunktionen: Bluetooth 3.0, NFC für Amiibo und USB Typ C
- Sensoren: Beschleunigungs- und Bewegungssensor
- Vibrationsfunktion: HD-Vibration
- Akkukapazität: 1300 mAh
- Akkulaufzeit: je nach Anwendung ca. 40 h
- Akkuladezeit: ca. 6 h[1]

## Varianten

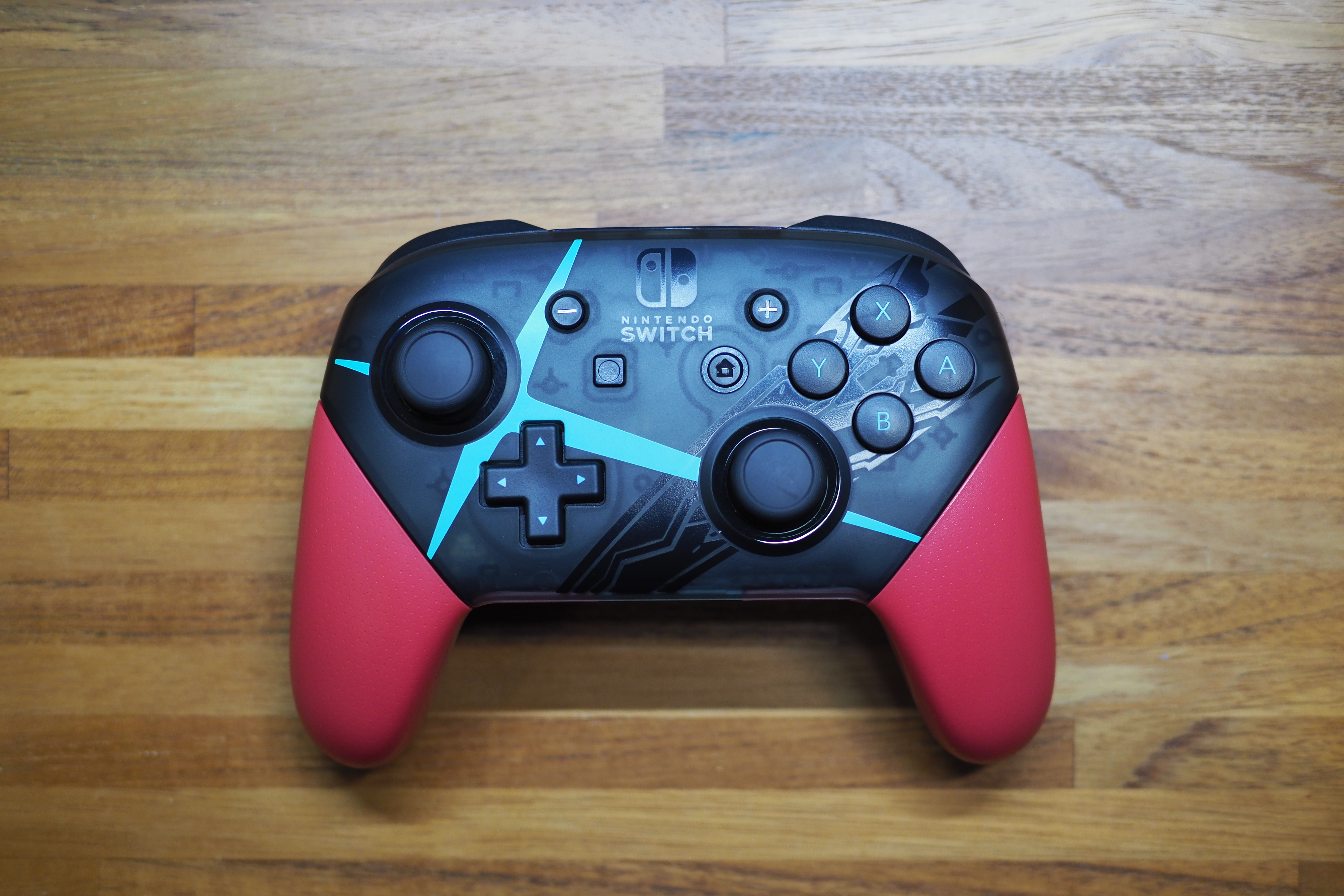
Nintendo Switch Pro Controller in der Xenoblade-Chronicles-2-Edition

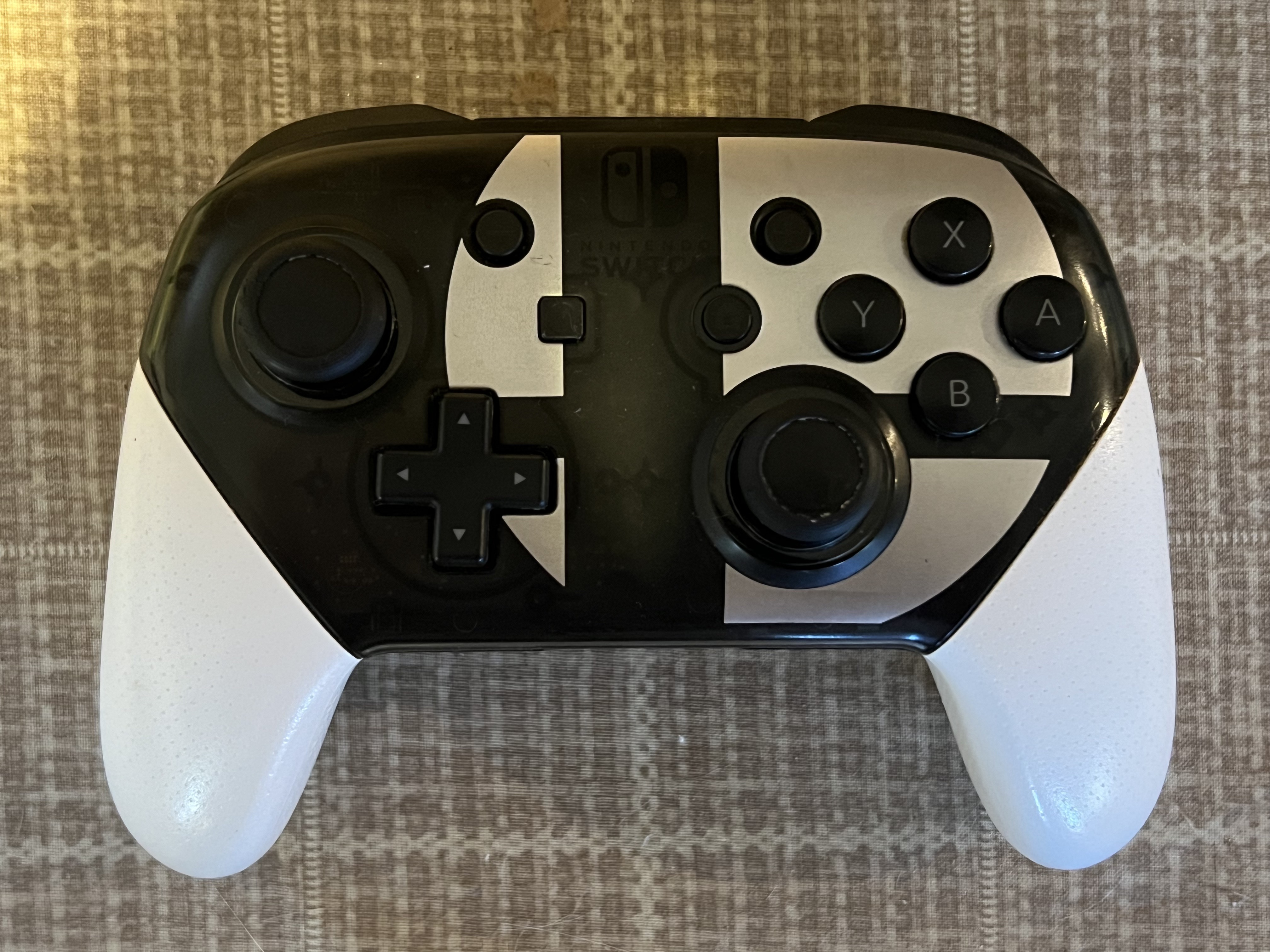
Nintendo Switch Pro Controller in der Super-Smash-Bros.-Ultimate-Edition

### Standardvariante
- graue Griffe, nicht bedruckt

### Sondereditionen
- Xenoblade-Chronicles-2-Edition: rosa Griffe, bedruckt
- Super-Smash-Bros.-Ultimate-Edition: weiße Griffe, bedruckt
- Splatoon-2-Edition: links ein grüner und rechts ein rosa Griff, Tintenspritzflecken als Muster im Gehäuse
- Monster-Hunter-Rise-Edition: graue Griffe, bedruckt; erhältlich ab 26. März 2021[7]

## Nintendo Switch 2 Pro Controller

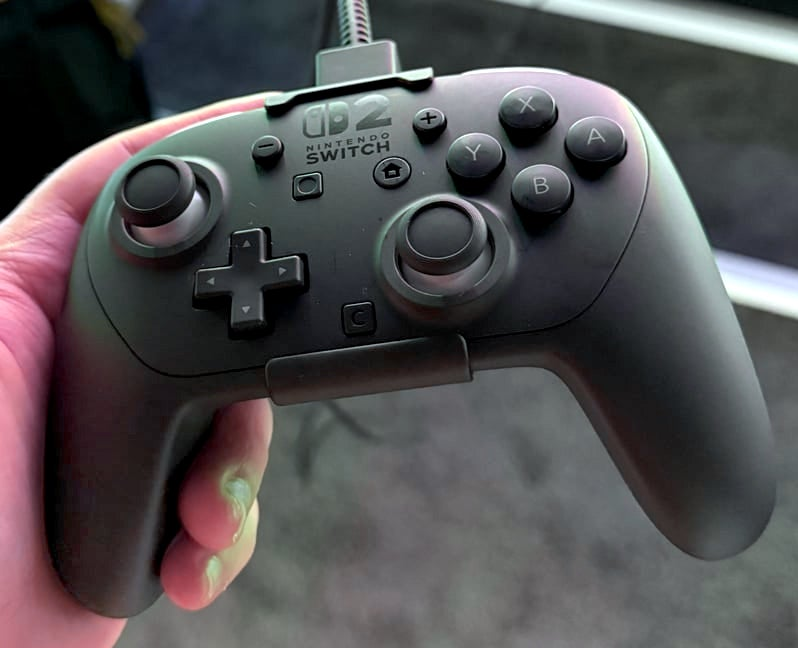
Nintendo Switch 2 Pro Controller

Der Nintendo Switch 2 Pro Controller ist der Nachfolger des Nintendo Switch Pro Controller für die Nintendo Switch 2. Er unterstützt ebenso wie die Joy-Con 2 die Funktion HD Rumble 2 und verfügt über den neuen „C“-Knopf, der die Steuerung für den Sprach- und Videochat der neuen Discord-ähnlichen Anwendung GameChat ermöglicht.
Auf der Rückseite des Controllers befinden sich nun zwei frei belegbare GL- und GR-Knöpfe, während auf der Unterseite ein Kopfhöreranschluss neu hinzugekommen ist.
Die Amiibo-Konnektivität des Vorgängers wird weiterhin unterstützt.

## Trivia
Wenn man den rechten Stick des Nintendo Switch Pro Controllers nach unten neigt, kann man unter dem transparenten Gehäuse den Satz „THX2 ALLGAMEFANS!“ lesen.